# 김상구
김상구(金相球, 1936년 10월 3일~)는 대한민국의 군인 출신 정치인이다. 제12·14대 국회의원, 오스트레일리아 대사를 지냈다. 전두환 대통령의 동서이다.

## 학력
- 1949년 상주중앙초등학교 졸업
- 1952년 상주농잠중학교 졸업
- 1955년 상주농잠고등학교 졸업
- 1959년 대한민국 육군사관학교 15기 이학사
- 1960년 대한민국 육군공병학교 졸업
- 1961년 대한민국 육군보병학교 졸업
- 1963년 미국 뉴 멕시코 주립대학교 대학원 전기공학과 공학석사
- 1970년 오스트레일리아 육군참모대학교 졸업
- 1973년 대한민국 국방대학원 행정학 석사 수료

## 생애
1936년 10월 3일, 경북 상주에서 태어났다. 1952년부터 1955년까지 상주농잠고등학교를 다녔으며 1955년 육군사관학교에 15기로 입학하였다. 육군사관학교에 재학하던 중 하나회 회원이 되었다. 1959년 육군사관학교를 나온 후, 1961년부터 1963년까지 미국 뉴멕시코주립대 대학원에서 유학하고, 1963년에 육군사관학교 조교수(전기공학)를 맡았고 1966년부터는 사단포병 대장을 맡았다 1970년까지 호주 육군참모대에서 수학하였다. 다시 귀국하여 1971년부터 1972년까지는 육군본부 총장비서실 의전장교를 맡았고, 1972년에 수경사 포병대 대대장을 맡았고 1973년 당시 수도방위사령관이였던 장태완 소장에게 대들어 영창에 간뒤 중령으로 예편하였다.
예편한 이후 미국으로 건너가 1976년부터 1978년까지 미국 LA시 교통문제연구원에 있었고, 1979년부터는 한국일보 미주부지사장과 하와이지사장을 맡다가 1980년 석유개발공사 업무이사를 맡았고, 1982년에는 민주평화통일자문회의 사무차장, 남북고위회담 차석대표, 외교안보연구원 연구위원을 맡았다. 1983년부터 1984년까지는 주(駐)호주 대사관 특명전권대사직을 맡았다.
1985년 제12대 국회의원 선거에 출마하여 당선되었으며 1986년에는 민주정의당 당무위원 겸 同黨 국책조정위원회 상근위원이었고, 1987년에 국회 교통체신위원회 위원장을 역임하였다.
그러나 제13대 국회의원 선거에서는 민주정의당의 공천을 받지 못하였으며, 이에 1992년에는 무소속 후보로 출마하여 민주자유당 김근수 후보를 앞질러 제14대 국회의원으로 당선되었다. 그 후 1992년 9월 7일에 민주자유당에 입당한다.
1996년 1월 12일 전두환 전 대통령이 구속되는 등의 사건이 있자 신한국당에 더 이상 몸담을 수 없다며 탈당을 선언하고 무소속으로 15대 국회의원 선거에 출마한다고 발표하였다.
그에 따라 무소속으로 출마한 1996년 대한민국 제15대 총선에서는 5공 청산 열풍에 밀려 낙선하였다.

## 가족 관계
- 배우자: 이정순(李貞順, 1948년 ~ , 이순자 前 영부인의 누이동생)

|                       |                       |                       |                       |                       |                       |  |  |                           |                           |                           |                           |                           |                           |  |  |              |              |              |              |              |              |  |  |        |        |        |        |        |        |  |  |        |        |        |        |        |        |                       |                       |                       |                       |                       |                       |        |        |                                     |                                     |                                     |                                     |                                     |                                     |        |        |
|                       |                       |                       |                       |                       |                       |  |  |                           |                           |                           |                           |                           |                           |  |  |              |              |              |              |              |              |  |  |        |        |        |        |        |        |  |  |        |        |        |        |        |        |                       |                       |                       |                       |                       |                       |        |        |                                     |                                     |                                     |                                     |                                     |                                     |        |        |
|                       |                       |                       |                       |                       |                       |  |  |                           |                           |                           |                           |                           |                           |  |  | 이규동       | 이규동       | 이규동       | 이규동       | 이규동       | 이규동       |  |  |        |        |        |        |        |        |  |  |        |        |        |        |        |        | 이규광 (李圭光) 1925~ | 이규광 (李圭光) 1925~ | 이규광 (李圭光) 1925~ | 이규광 (李圭光) 1925~ | 이규광 (李圭光) 1925~ | 이규광 (李圭光) 1925~ |        |        | 장성희 (張星姬) 1932~ 장영자 가계도 | 장성희 (張星姬) 1932~ 장영자 가계도 | 장성희 (張星姬) 1932~ 장영자 가계도 | 장성희 (張星姬) 1932~ 장영자 가계도 | 장성희 (張星姬) 1932~ 장영자 가계도 | 장성희 (張星姬) 1932~ 장영자 가계도 |        |        |
|                       |                       |                       |                       |                       |                       |  |  |                           |                           |                           |                           |                           |                           |  |  | 이규동       | 이규동       | 이규동       | 이규동       | 이규동       | 이규동       |  |  |        |        |        |        |        |        |  |  |        |        |        |        |        |        | 이규광 (李圭光) 1925~ | 이규광 (李圭光) 1925~ | 이규광 (李圭光) 1925~ | 이규광 (李圭光) 1925~ | 이규광 (李圭光) 1925~ | 이규광 (李圭光) 1925~ |        |        | 장성희 (張星姬) 1932~ 장영자 가계도 | 장성희 (張星姬) 1932~ 장영자 가계도 | 장성희 (張星姬) 1932~ 장영자 가계도 | 장성희 (張星姬) 1932~ 장영자 가계도 | 장성희 (張星姬) 1932~ 장영자 가계도 | 장성희 (張星姬) 1932~ 장영자 가계도 |        |        |
|                       |                       |                       |                       |                       |                       |  |  |                           |                           |                           |                           |                           |                           |  |  |              |              |              |              |              |              |  |  |        |        |        |        |        |        |  |  |        |        |        |        |        |        |                       |                       |                       |                       |                       |                       |        |        |                                     |                                     |                                     |                                     |                                     |                                     |        |        |
|                       |                       |                       |                       |                       |                       |  |  |                           |                           |                           |                           |                           |                           |  |  |              |              |              |              |              |              |  |  |        |        |        |        |        |        |  |  |        |        |        |        |        |        |                       |                       |                       |                       |                       |                       |        |        |                                     |                                     |                                     |                                     |                                     |                                     |        |        |
| 이순자 (李順子) 1939~ | 이순자 (李順子) 1939~ | 이순자 (李順子) 1939~ | 이순자 (李順子) 1939~ | 이순자 (李順子) 1939~ | 이순자 (李順子) 1939~ |  |  | 전두환 (全斗煥) 1931~2021 | 전두환 (全斗煥) 1931~2021 | 전두환 (全斗煥) 1931~2021 | 전두환 (全斗煥) 1931~2021 | 전두환 (全斗煥) 1931~2021 | 전두환 (全斗煥) 1931~2021 |  |  | 이신자 1942~ | 이신자 1942~ | 이신자 1942~ | 이신자 1942~ | 이신자 1942~ | 이신자 1942~ |  |  | 홍순두 | 홍순두 | 홍순두 | 홍순두 | 홍순두 | 홍순두 |  |  | 이정순 | 이정순 | 이정순 | 이정순 | 이정순 | 이정순 |                       |                       | 김상구                | 김상구                | 김상구                | 김상구                | 김상구 | 김상구 |                                     |                                     | 이창석                              | 이창석                              | 이창석                              | 이창석                              | 이창석 | 이창석 |
| 이순자 (李順子) 1939~ | 이순자 (李順子) 1939~ | 이순자 (李順子) 1939~ | 이순자 (李順子) 1939~ | 이순자 (李順子) 1939~ | 이순자 (李順子) 1939~ |  |  | 전두환 (全斗煥) 1931~2021 | 전두환 (全斗煥) 1931~2021 | 전두환 (全斗煥) 1931~2021 | 전두환 (全斗煥) 1931~2021 | 전두환 (全斗煥) 1931~2021 | 전두환 (全斗煥) 1931~2021 |  |  | 이신자 1942~ | 이신자 1942~ | 이신자 1942~ | 이신자 1942~ | 이신자 1942~ | 이신자 1942~ |  |  | 홍순두 | 홍순두 | 홍순두 | 홍순두 | 홍순두 | 홍순두 |  |  | 이정순 | 이정순 | 이정순 | 이정순 | 이정순 | 이정순 |                       |                       | 김상구                | 김상구                | 김상구                | 김상구                | 김상구 | 김상구 |                                     |                                     | 이창석                              | 이창석                              | 이창석                              | 이창석                              | 이창석 | 이창석 |
|                       |                       |                       |                       |                       |                       |  |  |                           |                           |                           |                           |                           |                           |  |  |              |              |              |              |              |              |  |  |        |        |        |        |        |        |  |  |        |        |        |        |        |        |                       |                       |                       |                       |                       |                       |        |        |                                     |                                     |                                     |                                     |                                     |                                     |        |        |
|                       |                       |                       |                       |                       |                       |  |  |                           |                           |                           |                           |                           |                           |  |  |              |              |              |              |              |              |  |  |        |        |        |        |        |        |  |  |        |        |        |        |        |        |                       |                       |                       |                       |                       |                       |        |        |                                     |                                     |                                     |                                     |                                     |                                     |        |        |
| 전재국 (全宰國) 1959~ | 전재국 (全宰國) 1959~ | 전재국 (全宰國) 1959~ | 전재국 (全宰國) 1959~ | 전재국 (全宰國) 1959~ | 전재국 (全宰國) 1959~ |  |  | 전재용 (全在庸) 1964~     | 전재용 (全在庸) 1964~     | 전재용 (全在庸) 1964~     | 전재용 (全在庸) 1964~     | 전재용 (全在庸) 1964~     | 전재용 (全在庸) 1964~     |  |  | 박상아 1972~ | 박상아 1972~ | 박상아 1972~ | 박상아 1972~ | 박상아 1972~ | 박상아 1972~ |  |  | 전재만 | 전재만 | 전재만 | 전재만 | 전재만 | 전재만 |  |  | 전효선 | 전효선 | 전효선 | 전효선 | 전효선 | 전효선 |                       |                       |                       |                       |                       |                       |        |        |                                     |                                     |                                     |                                     |                                     |                                     |        |        |
| 전재국 (全宰國) 1959~ | 전재국 (全宰國) 1959~ | 전재국 (全宰國) 1959~ | 전재국 (全宰國) 1959~ | 전재국 (全宰國) 1959~ | 전재국 (全宰國) 1959~ |  |  | 전재용 (全在庸) 1964~     | 전재용 (全在庸) 1964~     | 전재용 (全在庸) 1964~     | 전재용 (全在庸) 1964~     | 전재용 (全在庸) 1964~     | 전재용 (全在庸) 1964~     |  |  | 박상아 1972~ | 박상아 1972~ | 박상아 1972~ | 박상아 1972~ | 박상아 1972~ | 박상아 1972~ |  |  | 전재만 | 전재만 | 전재만 | 전재만 | 전재만 | 전재만 |  |  | 전효선 | 전효선 | 전효선 | 전효선 | 전효선 | 전효선 |                       |                       |                       |                       |                       |                       |        |        |                                     |                                     |                                     |                                     |                                     |                                     |        |        |

## 역대 선거 결과
|  | 49.33% |

|  | 50.04% |

|  | 25.46% |